# Тартак (фільм)
«Тартак» — радянський чорно-білий телефільм 1973 року, знятий режисером Віктором Карпіловим на Білоруському телебаченні.

## Сюжет
Велика Вітчизняна війна. Семеро селян із села Дальва везуть на обозах зібране зерно до села Тартак. Дорогою їх зупиняють карателі. Щоб уберегтися від куль народних месників, вони змушують селян їхати попереду своєї колони. Несподівано на німців нападають партизани. У перестрілці, що зав'язалася, один за одним гинуть шестеро селян. Лише одному з них, Альоші, вдається врятуватися. Але, повернувшись до рідної Дальви, хлопчик бачить лише згарище…

## У ролях
- Майя Булгакова — Наста
- Степан Хацкевич — Мирон Махорка
- Павло Кормунін — Володя Панок
- Федір Шмаков — Іван Боганчик
- Йосип Матусевич — Янук
- Аліна Недвецька — Таня
- Олег Сидорчик — Альоша
- С. Александрова — роль другого плану
- А. Букаєв — німецький офіцер
- Г. Вельц — німецький ад'ютант
- Геннадій Гарбук — Сухов, партизан
- Маргарита Громова — роль другого плану
- Олександр Добротін — німецький офіцер
- Павло Дубашинський — партизан
- Марія Захаревич — мама Альоші
- Володимир Кудревич — німець
- Едуардас Кунавічюс — німецький офіцер
- Соціала Матюкевич — роль другого плану
- О. Міхєєнко — роль другого плану
- Г. Подляцький — роль другого плану
- Костянтин Сенкевич — партизан
- Віка Бурачевська — роль другого плану
- Олена Стриженок — роль другого плану
- Діма Третьяков — роль другого плану
- А. Іванов — німецький солдат
- Новомир Агейчик — епізод

## Знімальна група
- Режисер — Віктор Карпілов
- Сценарист — Іван Пташников
- Оператори — Леонід Броутман, В. Хайтін
- Композитор — Олег Янченко
- Художник — Вілорій Козлов